# فلیکس گوئن
فلیکس گوین (فرانسوی: Félix Gouin‎؛ زاده ۴ اکتبر ۱۸۸۴ – درگذشته ۲۵ اکتبر ۱۹۷۷) یک سیاست‌مدار اهل فرانسه بود.